# ORP Mewa (1918)
ORP Mewa – polski trałowiec redowy niemieckiego typu FM, dawny niemiecki FM 31. Był pierwszym z trzech okrętów w Polskiej Marynarce Wojennej o tej nazwie. W 1932 roku został przebudowany na okręt hydrograficzny ORP Pomorzanin.

## Historia
„Mewa” należała do czterech trałowców typu FM o numerach: 2, 27, 28 i 31, zakupionych 24 września 1920 roku przez Polskę od fińskiej firmy Hoffströms, z niemieckiego demobilu wojennego. Według najnowszej literatury „Mewa” była dawnym trałowcem FM 31, zbudowanym w stoczni Lübecker Maschinenbau-Gesselschaf w Lubece, wodowanym w 1919 roku (numer budowy 144). Starsze publikacje podawały, że była trałowcem FM 28, zbudowanym w stoczni Caesar Wollheim we Wrocławiu. Ukończony został dopiero po I wojnie światowej i na krótko wszedł do służby w marynarce niemieckiej. Cena zakupu przez Polskę wynosiła 1,8 miliona marek niemieckich (ok. 34 tysięcy USD lub 46 kg złota) za okręt. Po remoncie w Danii, trałowce przybyły do Gdańska w lutym 1921 roku. FM 31 po zakupie otrzymał prowizoryczną nazwę „Finlandia IV”, następnie „trawler nr 2”, po czym rozkazem ogłoszonym 7 kwietnia 1921 roku, ostateczną nazwę: „Mewa”, wprowadzając w polskiej marynarce tradycję nadawania nazw trałowców od ptaków. Trałowiec wszedł do polskiej służby 1 marca 1921 roku, pierwszym dowódcą był por. mar. Michał Borowski. Przez 10 lat służby okręt był wykorzystywany do trałowania min na Zatoce Gdańskiej, a także do szkolenia specjalistów morskich.
W maju 1929 roku „Mewa” została wycofana do rezerwy, po czym skierowana do remontu w Gdyni. W toku remontu, 28 lutego 1931 roku podczas sztormu, stojąc w Basenie Południowym portu gdyńskiego, „Mewa” została staranowana przez dźwig pływający, który zerwał się z cum. Na skutek uszkodzeń, okręt zatonął. 23 marca 1931 został wydobyty i wycofany ze służby jako trałowiec, po czym wyremontowany i przebudowany na okręt hydrograficzny. Do służby wszedł ponownie 10 czerwca 1932 roku z zaokrętowanym Oddziałem Pomiarowo-Hydrograficznym. Zarządzeniem opublikowanym 17 września 1934 roku zmieniono nazwę na ORP „Pomorzanin”.
W trakcie Święta Morza w roku 1939 okręt uczestniczył w Kongresie Eucharystycznym i pierwszej pielgrzymce morskiej.
1 września 1939 r. okręt znajdował się w Pucku. Podczas nalotu na Morski Dywizjon Lotniczy, jedna z bomb upadła około 100 metrów od okrętu.
„Pomorzanin” został zbombardowany i zatopiony w godzinach porannych 14 września 1939 przez niemieckie lotnictwo w Jastarni. Broń maszynowa z okrętu została zdemontowana i zainstalowana na półwyspie. Uratowana część załogi dopłynęła na półwysep Hel, biorąc udział w działaniach wojennych do ostatnich dni obrony Helu – 2 października 1939 r.
Wrak okrętu, wydobyty przez Niemców, został później pocięty na złom.

## Dane techniczne (jako ORP Mewa)
- wyposażenie trałowe: 2 komplety trałów kontaktowych